# Stipa atriseta
Stipa atriseta är en gräsart som beskrevs av Otto Stapf och Norman Loftus Bor. Stipa atriseta ingår i släktet fjädergrässläktet, och familjen gräs. Inga underarter finns listade i Catalogue of Life.